# Peter Frederick Hilton Jones
Pour les articles homonymes, voir Peter Jones et Jones.
 Peter Frederick (Hilton) Jones, né le 24 mars 1932 à Kaitaia (Nouvelle-Zélande) et décédé le 7 juin 1994 à Waipapakauri (Nouvelle-Zélande), était un joueur de rugby à XV  qui a joué avec l'équipe de Nouvelle-Zélande. Il évoluait au poste de troisième ligne  (1,88 m pour 105 kg). Il était aussi appelé Tiger Hilton-Jones.

## Carrière
Il a joué 79 matchs avec la province de North Auckland de 1951 à 1960.
Il a disputé son premier test match avec l'équipe de Nouvelle-Zélande le 30 janvier 1954 contre l'Angleterre, et son dernier test match contre l'Afrique du Sud, le 25 juin 1960.

## Palmarès
- Nombre de test matchs avec les Blacks :  11
- Nombre total de matchs avec les Blacks :  37